# 施堯中
施堯中，雲南承宣布政使司昆明縣人。明朝解元、政治人物。

## 生平
明神宗萬曆四十六年（1618年），中式戊午科雲南鄉試第一名舉人（解元）。
曾祖施昱，嘉靖進士，光祿寺少卿。